# Jeff Van Note
(en) Statistiques sur pro-football-reference
Jeffrey Aloysius « Jeff » Van Note, né le 7 février 1946 à South Orange dans le New Jersey, est un joueur américain de football américain ayant évolué comme centre.
Il joue l'ensemble de sa carrière aux Falcons d'Atlanta.